# Camille Armel
Pour les articles homonymes, voir Armel.
 (octobre 2017).
Si vous disposez d'ouvrages ou d'articles de référence ou si vous connaissez des sites web de qualité traitant du thème abordé ici, merci de compléter l'article en donnant les références utiles à sa vérifiabilité et en les liant à la section « Notes et références ».

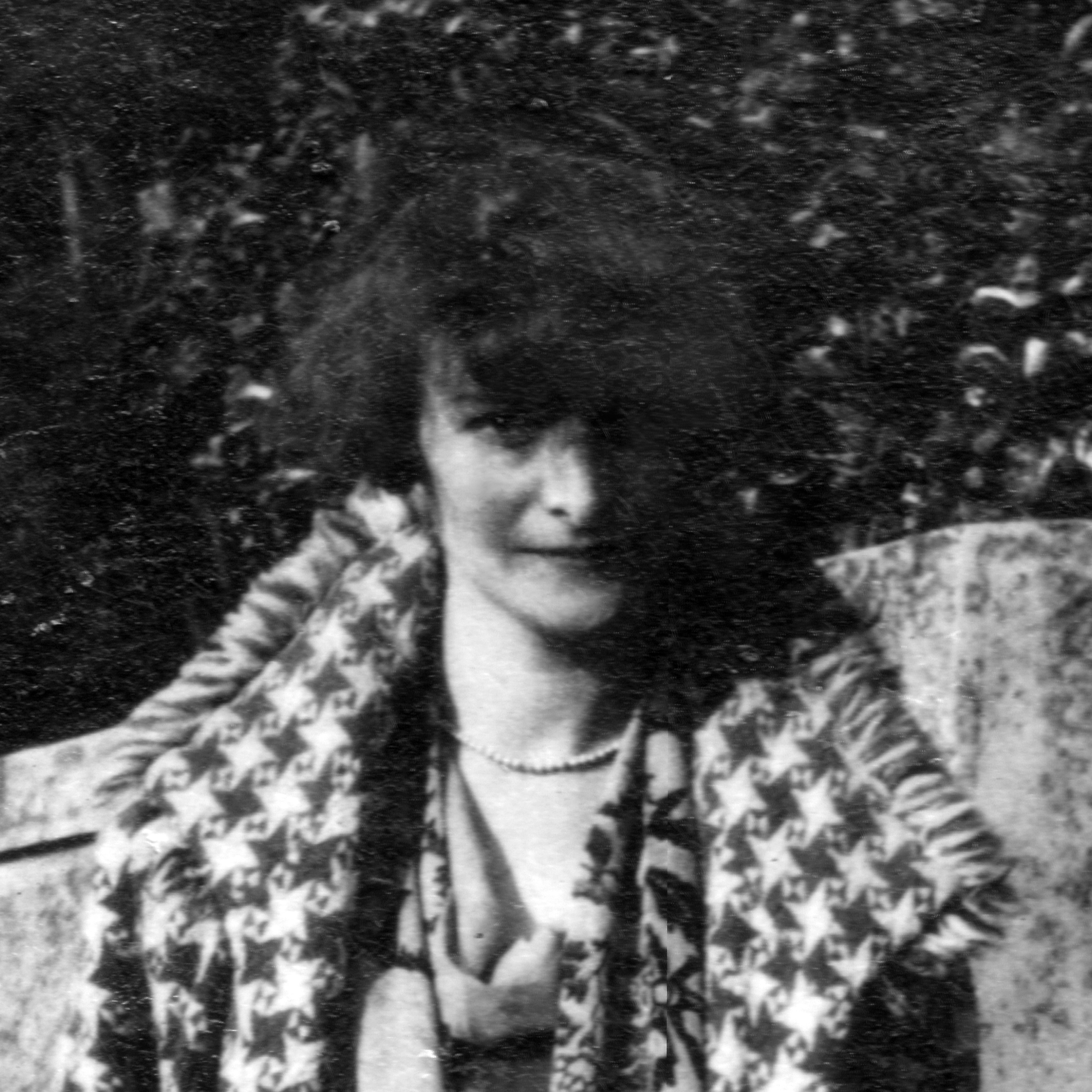
Camille Armel en 1926

Madeleine de Tissot, dite Camille Armel, est une poétesse française et auteure d’émissions radiophoniques, née à Paris le 25 août 1897 et morte à Dax le 27 novembre 1978.

## Biographie
Ses émissions radiophoniques sont diffusées par la RTF puis l'ORTF de 1963 à 1971. 
Elle devient quimpéroise et bretonne d'adoption par son mariage, le 7 novembre 1918 à Versailles avec Robert Le Moing (1896-1976).
Pendant la Première Guerre mondiale, elle est infirmière major divisionnaire.
À Quimper, elle noue des liens d'amitié littéraire avec le poète moderniste Max Jacob qui guida en partie son œuvre poétique.
Elle a été reçue, en 1938, à la Société des gens de lettres, parrainée par Miguel Zamacoïs et Georges Duhamel.

## Bilan radiophonique (émissions)
ORTF - Radio Armorique - Collection « Chapelles vivantes »
- 29 avril 1966 : Sainte-Anne du Fouesnant[5]
- 27 mai 1966 : Notre-Dame de la Joie
- 10 juin 1966 : Saint-Fiacre du Faouët-du-Morbihan
- 7 novembre 1966 : Notre-Dame de Kerdevot
- 5 décembre 1966 : Notre-Dame de Saint-Cadou
- 19 décembre 1966 : Chapelle de Gaïl
- 13 février 1967 : Saint-Edern-en-Lamedern
- 27 février 1967 : Saint-Hervé du Menez-Brez
- 27 mars 1967 : L'abbaye de St-Maurice-en Clohars-Carnoët
- 15 mai 1967 : Notre-Dame de Tréminon
- 19 juin 1967 : Saint-They-du-Raz

ORTF - Radio Armorique - Collection « Si vous passez par ici »
- 9 septembre 1966 : Si vous passez par ici (1)
- 23 septembre 966 : Si vous passez par ici (3)

ORTF - Radio Armorique - Collection « À la découverte du Finistère »
- 7 décembre 1966 : M. Mahoux, harpiste
- 29 mars 1967 : La manécanterie du Lickés de Quimper
- 12 avril 1967 : Le maître Gérard Pondaven
- 7 juin 1967 : Visite d'une fabrique de filets
- 21 juin 1967 : Les « ramandeuses »
- 18 juillet 1967 : Le chant choral
- 30 août 1967 : Jacques Bremer
- 13 septembre 1967 : 3 générations de sabotiers
- 22 novembre 1970 : Moniteurs de voile
- 18 décembre 1970 : Le dernier brodeur Mélénik

ORTF - Radio Armorique - Collection « Lumières en Finistère »
- 17 juillet 1967 : Le pont de Morlaix
- 31 juillet 1967 : Le stratagème de Ronan
- 14 août 1967 : La fontaine de Drennec
- 28 août 1967 : Le château de Kerjean
- 11 septembre 1967 : Le kreisker St Pol de Léon

ORTF - Radio Armorique - Collection « Une aventure vécue aux îles de Cornouaille »
- 8 octobre 1967 : Une aventure vécue aux îles de Cornouaille : les îles Glénan[7]
- 12 novembre 1967 : Une aventure vécue aux îles de Cornouaille : l'îlot de Tevennec

ORTF - Radio Armorique - Collection « Choses et gens de l'Ouest »
- 7 mars 1971 : Choses et gens de l'Ouest : le marquis de Guérand
- 4 avril 1971 : Choses et gens de l'Ouest
- 3 octobre 1971 : Choses et gens de l'Ouest : le maître-brodeur de Cornouaille
- 31 octobre 1971 : Choses et gens de l'Ouest : sereine aux larmes

Autres émissions ou créations radiophoniques diffusées par la RTF puis l'ORTF
- 16 juillet 1963 : RTF - Récit Portrait - Rennes Bretagne Évocation poétique de Max Jacob
- 17 juillet 1964 : RTF - Radio Loire Océan : Tristan Corbière, par Camille Armel[8]
- 19 août 1965 : ORTF - Rennes Bretagne : Histoire à rire ou à rêver
- 15 octobre 1965 : ORTF - Rennes Bretagne : dramatique radio - Jean et Jeanne de Belle-Île-en-Mer
- 11 avril 1966 : ORTF - Radio Armorique : Œufs de Pâques
- 13 mars 1967 : ORTF - Radio Armorique : Charles Le Goffic en Bretagne
- 17 avril 1967 : ORTF - Radio Armorique : Pierre Loti en Bretagne
- 3 juillet 1967 : ORTF - Radio Armorique : Jean Richepin en Bretagne
- 31 janvier 1968 : ORTF - Radio Armorique : Les derniers jours du « Lambic »
- 9 juillet 1968 : ORTF - Radio Armorique : Le souterrain gaulois découvert
- 18 janvier 1970 : ORTF - Radio Armorique : Dramatique radio - La nativité du lendemain
- 14 juin 1970 : ORTF - Radio Armorique : Spécialités de pâtisserie bretonne
- 27 décembre 1970 : ORTF - Radio Armorique : Calendrier breton

## Bilan artistique

### Discographie
- Son cœur et la femme, musique de Michel Magne (orgues), récitant André Maurice, Studio Wolf Lenoan Quimper, 1960. 45T enregistré à la chapelle du Likès à Quimper. Visuel pochette du disque : la danseuse Olga Stens photographiée par Thérèse Le Prat[9].

### Poésie
- La Mer et la Côte. La Ville, Quimper, Imprimerie cornouaillaise, 1960.

### Nouvelles
- « La Tueuse », Les Œuvres libres no 207, septembre 1938.
- Le Piano, concours mondial 1954 de la meilleure nouvelle à France Dimanche